# Prodrive F1
Prodrive F1 Team – brytyjski niedoszły zespół Formuły 1, który planował początkowo starty w sezonie 2008, a później w sezonie 2010.
Zespół miał zostać utworzony przez firmę Prodrive, której właścicielem jest David Richards. Brytyjczyk odnosił sukcesy w Formule 1 z zespołami Benetton, a później British American Racing.

## Historia
W marcu 2006 roku firma ogłosiła plany budowy centrum dla potrzeb sportu i przemysłu samochodowego w Warwickshire w Wielkiej Brytanii. Centrum miało się znaleźć na terenie byłego lotniska używanego w czasie II wojny światowej. Plany centrum obejmują biura, studia projektowe, laboratoria rozwojowe i osobny budynek biurowo-konferencyjny "Catalist". W ośrodku miałoby pracować ponad 1000 osób. Inwestycja miałaby kosztować 200 000 000 funtów.
Zespół potwierdził zgłoszenie do startów 31 marca 2006 roku, czyli w ostatni dzień przyjmowania zgłoszeń na sezon 2008. Lista startowa została opublikowana 28 kwietnia 2006 roku przez FIA. Max Mosley, prezydent FIA tłumaczył wybór w ten sposób: „Prodrive ma najlepszą kombinację wsparcia finansowego, technicznych możliwości i doświadczenia, a także jest dobrze znany FIA poprzez swój udział w Rajdowych Mistrzostwach Świata. Ponadto dyrektor wykonawczy Prodrive, David Richards, ma doświadczenie w kierowaniu zespołem Formuły Jeden”.
Szefostwo zespołu nie zdecydowało się na budowę własnego podwozia. Postanowiono natomiast wykorzystać przepisy, które miały obowiązywać od sezonu 2008, umożliwiając kupno konstrukcji innych zespołów. Silniki miały być dostarczane przez Mercedesa. Przez długi czas partnerem technicznym był istniejący i doświadczony już zespół Formuły 1 McLaren. Richards ujawnił jednak, że rozmowy prowadzone były z trzema zespołami. Poinformowano także, że budżet zespołu planowano zamknąć w kwocie 100 mln $ rocznie. W jego skompletowaniu miał pomóc sponsor tytularny, z którym umowa została podpisana. Szefostwo zespołu planowało wywalczyć w pierwszym sezonie startów ósmą pozycję.
David Richards jest właścicielem konsorcjum, które jest właścicielem firmy samochodowej  Aston Martin, ale zaprzeczył jakoby miał wprowadzić tę firmę do Formuły 1.
W 2007 roku zespół wpłacił 300 000 euro zaliczki by móc ubiegać się o miejsce w F1 w 2008 roku. Plany Prodrive legły w gruzach w momencie gdy odkupowaniu samochodów sprzeciwił się zespół Williams. W związku z niepewną sytuacją prawną firma musiała zrezygnować z debiutu w 2008 roku. Zespół wystosował propozycję do Pedro de la Rosy ówczesnego kierowcy testowego McLarena jednak ten zrezygnował. Budżet zespołu w sezonie 2008 miał wynosić 80 000 000 dolarów.
Prodrive planował wejść do F1 w 2009 roku.
Po ogłoszeniu przez Hondę Racing informacji o wycofaniu się z rywalizacji w Formule 1, Prodrive prowadził rozmowy z Hondą w celu jej wykupienia, po pewnym czasie wycofał się z rozmów, do przejęcia Hondy przymierzało się ponad 12 nabywców. Ostatecznie to Ross Brawn wykupił zespół Hondy i przekształcił go w Brawn GP.
W 2009 roku pojawiły się informacje jakoby Renault miało sprzedać część swoich udziałów. 7 grudnia 2009 roku Bernie Ecclestone ujawnił, że Prodrive był jednym z czterech chętnych do nabycia akcji. 16 grudnia 2009 roku Renault oświadczyło, że Luksemburska spółka inwestycyjna Genii Capital wykupiła 75% udziałów Renault.
Prodrive zamierzał wejść do F1 w 2010, jednak jego zgłoszenie zostało odrzucone.
David Richards ogłosił, że zespół nie będzie ubiegać się o miejsce w Formule przed 2013 rokiem, kiedy to zostaną wprowadzone duże zmiany w przepisach technicznych od 2013 roku. Zamierza się skupić na WRC i wyścigu Le Mans używając samochodu Astona Martina.
Firma Prodrive zatrudnia 579 pracowników.